# Преполє
Преполє (словен. Prepolje) — поселення в общині Старше, Подравський регіон‎, Словенія.